# Spoorlijn Erftstadt - Mödrath
De spoorlijn Erftstadt - Mödrath was een Duitse spoorlijn van Erftstadt naar Mödrath en als lijn 2606 onder beheer van DB Netze.

## Geschiedenis
De lijn werd door de Bergheimer Kreisbahn geopend tussen 1898 en 1899. In 1956 werd een iets westelijker tracé geopend tussen Türnich-Balkhausen en Mödrath. In 1961 werd het personenverkeer opgeheven, tegelijk met het goederenverkeer tussen Mödrath en Türnich-Balkhausen. In 1965 werd ook het goederenverkeer tussen Türnich-Balkhausen en Liblar opgeheven waarna de lijn werd opgebroken.

## Aansluitingen
In de volgende plaats was er een aansluiting op de volgende spoorlijnen:
Erftstadt
DB 32, spoorlijn tussen Erftstadt en Brühl-Vochem
DB 2609, spoorlijn tussen Erftstadt en Liblar
DB 2631, spoorlijn tussen Hürth-Kalscheuren en Trier
DB 2636, spoorlijn tussen Rech en Erftstadt
lijn tussen Erftstadt en Euskirchen
Brüggen
DB 9263, spoorlijn tussen Köln Sülz en Brüggen
Mödrath
DB 2601, spoorlijn tussen Mödrath en Rommerskirchen
DB 2605, spoorlijn tussen Mödrath en Nörvenich
DB 2607, spoorlijn tussen Benzelrath en Mödrath